# Берикульское сельское поселение
Берику́льское се́льское поселе́ние — муниципальное образование в Тисульском районе Кемеровской области. 
Административный центр — посёлок Берикульский.

## История
Берикульское сельское поселение образовано 17 декабря 2004 года в соответствии с Законом Кемеровской области № 104-ОЗ.
Упразднено с 15 ноября 2020 года в связи с преобразованием Тисульского района в муниципальный округ.

## Население
| 2010 | 2011  | 2012 | 2013 | 2014 | 2015 | 2016 | 2017 | 2018 |
| ---- | ----- | ---- | ---- | ---- | ---- | ---- | ---- | ---- |
| 1029 | ↘1025 | ↘987 | ↘959 | ↘915 | ↘885 | ↘862 | ↘836 | ↘816 |
| 2019 | 2020  |      |      |      |      |      |      |      |
| ↘784 | ↘754  |      |      |      |      |      |      |      |

## Состав сельского поселения
| № | Населённый пункт | Тип населённого пункта          | Население |
| - | ---------------- | ------------------------------- | --------- |
| 1 | Берикульский     | посёлок, административный центр | ↘694      |
| 2 | Московка         | посёлок                         | 108       |
| 3 | Новый Берикуль   | посёлок                         | ↘82       |

## Статистика
На территории проживает 971 человек, 568 из них трудоспособного населения, детей — 104.
Площадь административного участка 58925 га. На территории участка имеется восемь двухэтажных домов, из них жилые 4, остальные дома находящиеся на территории поселения одноэтажные. Также на административном участке имеется один детский сад в п. Берикульский, детский сад «Солнышко», Старо-Берикульская основная школа, Берикульская больница, работают индивидуальные предприниматели: лесозаготовка и переработка.